# Glaciar Ochs
El glaciar Ochs (76°30′S 145°35′O / -76.500, -145.583) es un glaciar que fluye hacia la cabecera de la bahía Block entre el monte Iphigene y el monte Avers, en las cordilleras Ford de la Tierra de Marie Byrd, Antártida.
Fue descubierto por la Expedición Antártica Byrd en 1929, y fue nombrado en honor a Adolph S. Ochs, editor del New York Times, y uno de los financistas de la expedición.